# Z Fang

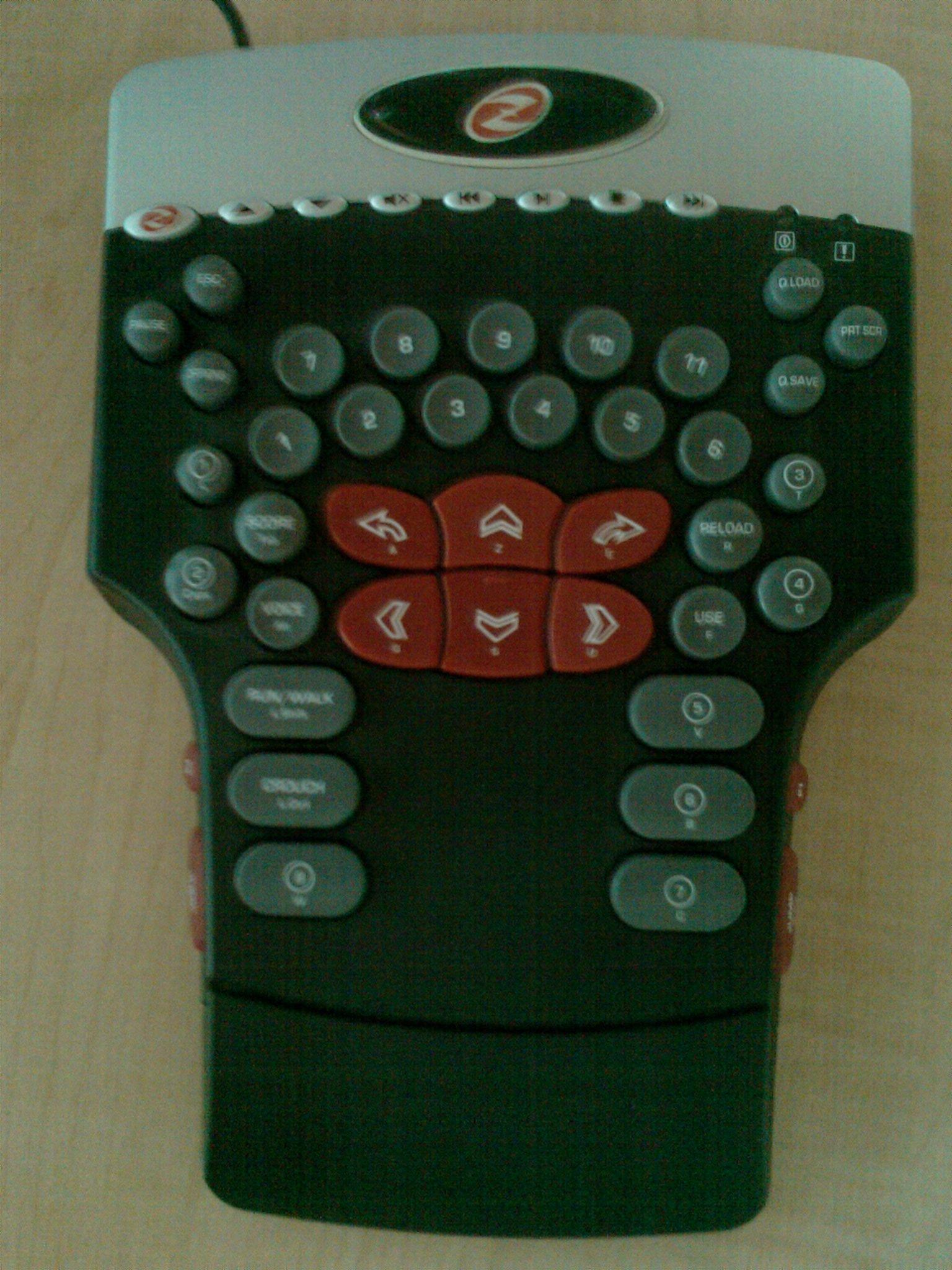
Een Z Fang

Een Z Fang, of Fang, is een compacte uitvoering van een toetsenbord, met alleen de nodige knoppen die nodig zijn om een spel op de computer te spelen. De Z Fang is ontwikkeld voor Zboard.

## Alternatief
Het traditionele toetsenbord is dé manier van pc-gaming van het moment, omdat er een overvloed aan knoppen is en je er toch maar enkele van nodig hebt. Zelfs in spelletjes waarbij men meer en vaak ingewikkeldere bedieningen gebruikt (zoals schuin gaan hangen, de tijd vertragen, een tactische beslissing maken voor teamgenoten) loopt dit meestal gesmeerd. Echter is het ook zo aan het evolueren dat men de hand die op het toetsenbord ligt in allerlei bochten moet wringen om toch maar bij dat ene belangrijke knopje te komen. Daarbij komt dan ook nog eens dat men door de overdaad aan knoppen weleens op de verkeerde knop drukt op een cruciaal moment (zoals een granaat gooien in plaats van herladen wanneer je achter een muurtje staat). 

## Knoppen
De knoppen die het meest gebruikt worden (in een spel) staan dichter bij elkaar. Dankzij deze lay-out kan men op een comfortabele manier bij de voornaamste knoppen komen. Op de knoppen zelf staan nummers, pijlen en woorden om duidelijk te maken welke functie ze hebben, hoewel dit enkel van belang is voor gebruikers die het gamepad voor het eerst gebruiken. Op de Z fang staan 41 knoppen waaronder 6 knoppen voor bewegingen (vooruit, achteruit, links, rechts, schuinlinks en schuinrechts). Deze 6 knoppen staan centraal in een vlindermotief, waardoor men een natuurlijke controle heeft over de basis. Aangezien men regelmatig meerdere acties tegelijk moet uitvoeren, heeft men het in de software opgenomen dat de gebruiker tot zeven knoppen tegelijk kan indrukken, zonder dat er problemen ontstaan. De knoppen zijn geen macro's. Dit betekent dat de verschillende knoppen ook op een standaard toetsenbord kan terugvinden. Hierdoor kan men buiten een spel ook gebruikmaken van knoppen. Een voorbeeld: bij een laptop zonder numpad kan men de cijfers gebruiken om sneller cijfers in te geven. De knoppen doorlinken om bijvoorbeeld internet te openen is standaard niet voorzien.

## Tweehandig
De Fang is volledig symmetrisch. Men kan het dus zowel links- als rechtshandig gebruiken. Aangezien linkshandigen vaak problemen hebben met het gebruik van een standaardtoetsenbord voor spelletjes, is dit een aangewezen oplossing. De Z Fang ligt vloeiend in de hand voor zowel links- als rechtshandig gebruik.

## Installatie
De installatie van de Fang gaat vanzelf. Men sluit de kabel van de Fang aan op een vrije USB-poort en Windows doet de rest. Er moeten voor het gebruik van de Fang geen extra drivers of software geïnstalleerd worden. Dit draagt bij tot het gebruiksgemak van het toestel. De Fang is direct te gebruiken, ook al draait men de bijgeleverde software niet. Deze software bevat ongeveer 100 (ondertussen mogelijk al meer) profielen voor bekende spellen, zoals Half-Life 2, Counter Strike. De gebruiker kan via de website van Zboard nog extra profielen downloaden voor spellen die pas later uitkomen.